# Rathaus (Rapperswil)

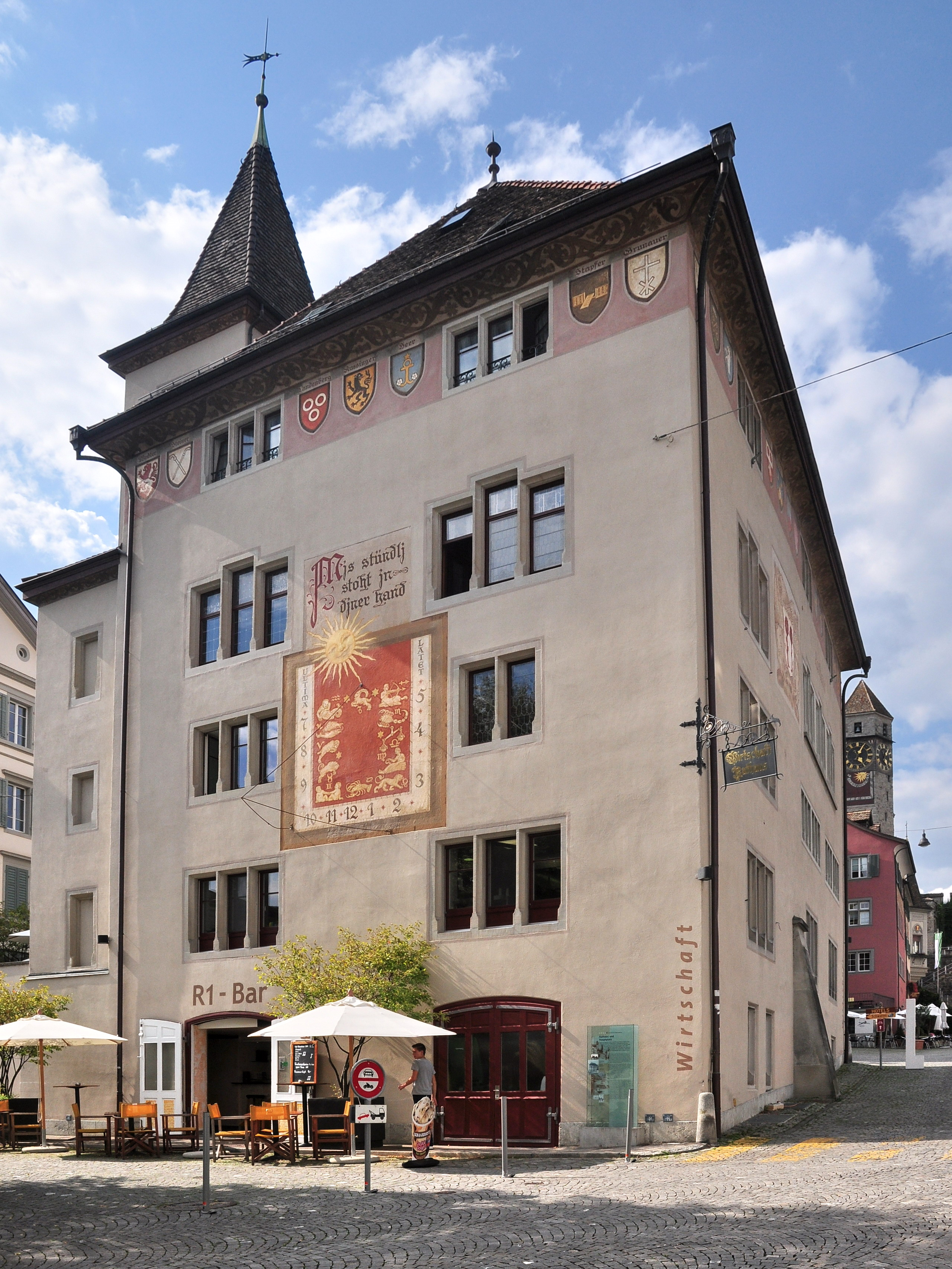
Südseite mit Sonnenuhr und unter anderem Wappen derer von Landenberg

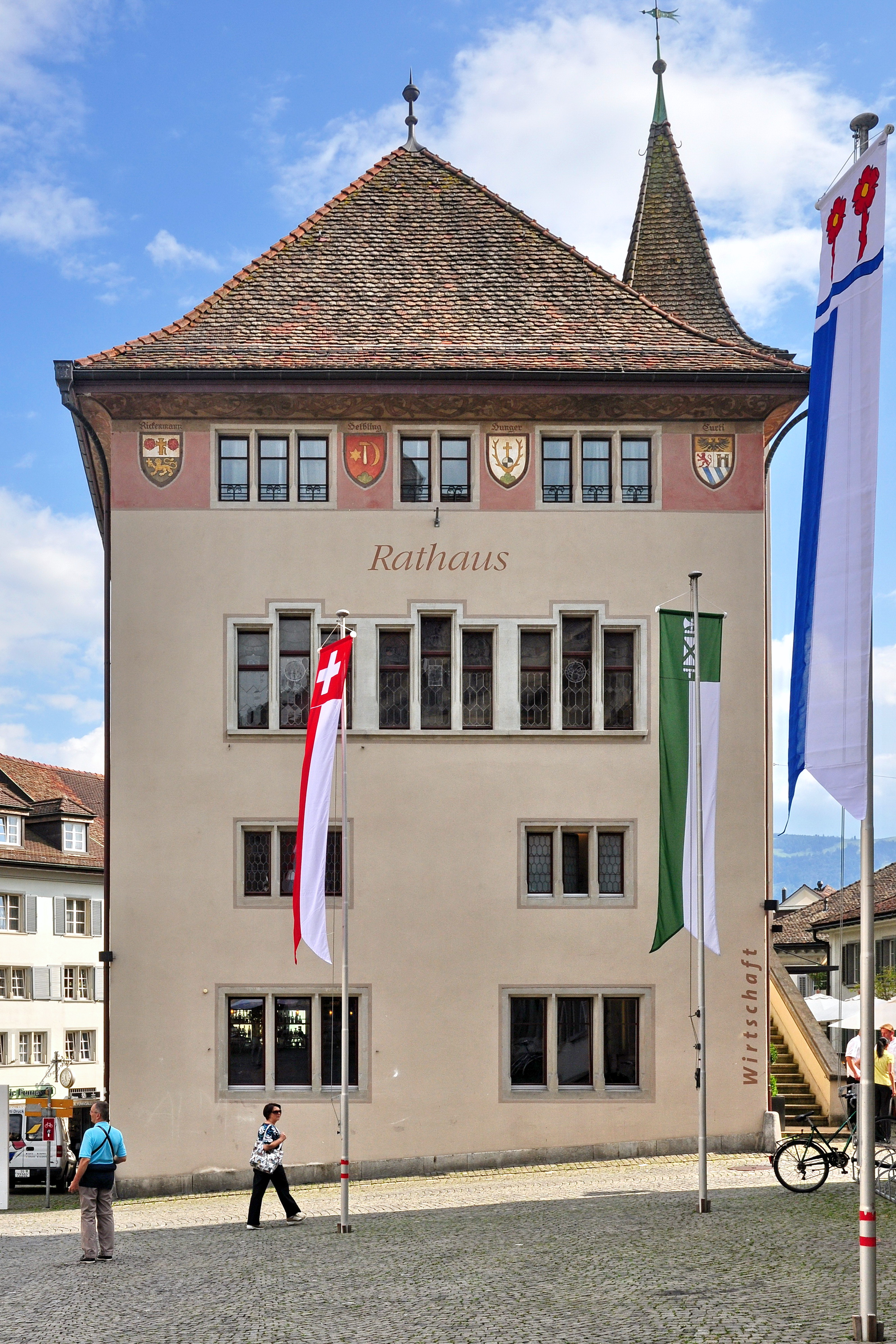
Ansicht von Osten

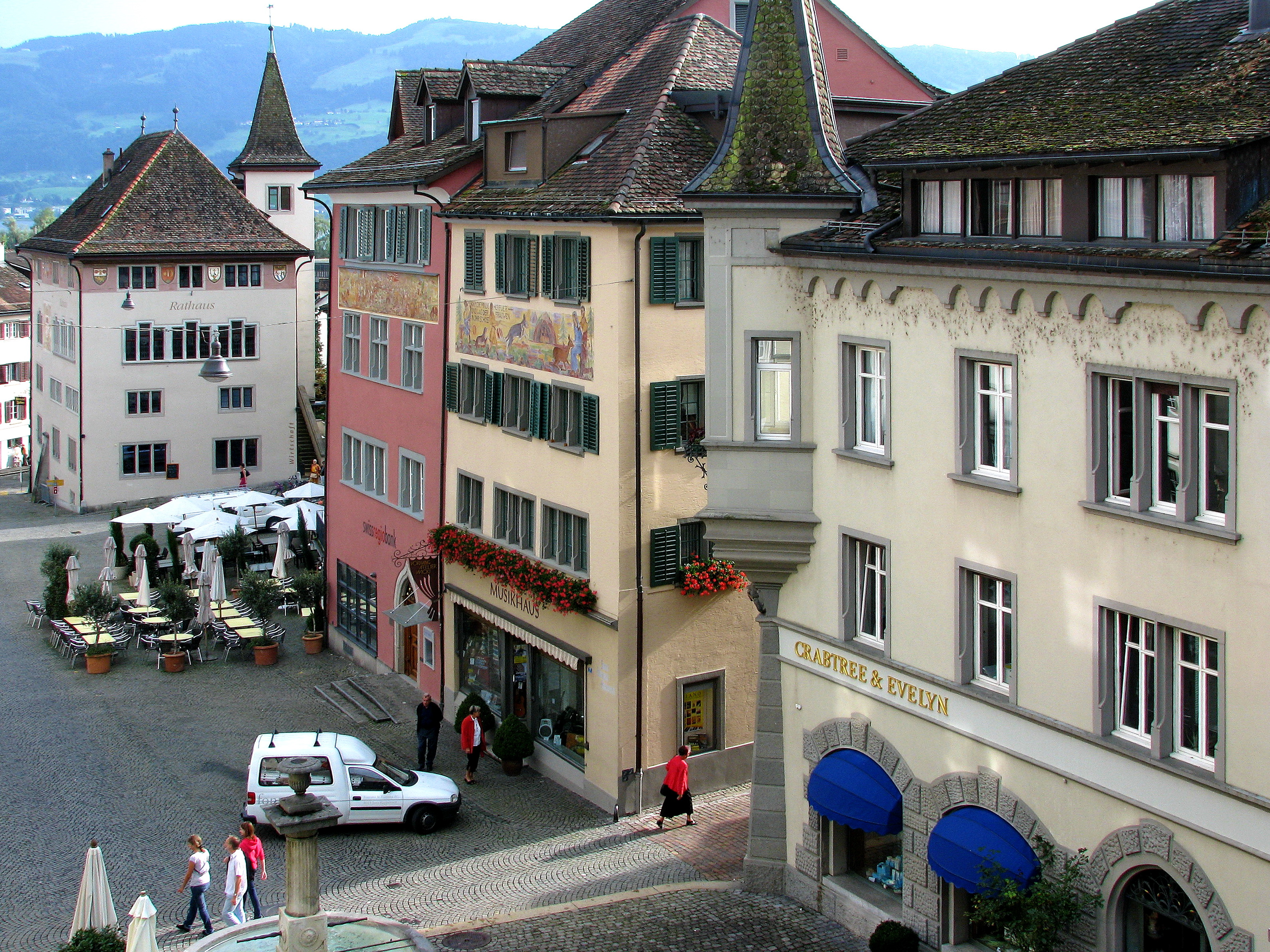
Ansicht von Nordosten (Schlosstreppe), im Vordergrund der Hauptplatz

Das Rathaus der bis 31. Dezember 2006 eigenständigen Stadt Rapperswil steht im Herzen der Altstadt von Rapperswil, einem Ortsteil der Schweizer Gemeinde Rapperswil-Jona im Kanton St. Gallen.

## Rat und Ratsherren
In Rapperswil ist seit 1341 ein Ratsgericht aus den 12 Mitgliedern des „Kleinen Rats“ und des Schultheissen belegt. Der „Grosse Rat“ bestand seit 1481 aus 24 vom Kleinen Rat gewählten Mitgliedern. Seit dem Gerichtsprivileg vom 18. Mai 1442 übten der Kleine und Grosse Rat unter Vorsitz des Schultheissen die Blutgerichtsbarkeit aus. Bereits seit 1415 ist die Schirmvogtei über das Kloster Wurmsbach belegt. Ein „Geheimer Rat“ bestimmte in Kriegszeiten sämtliche Belange der Stadt. Bekannte Ratsgeschlechter sind unter anderem die Landenberger, als Schultheissen und Räte bis ins Jahr 1530. Zu den weiteren prominenten Namen zählen unter anderen die Familien Russinger (Herren von Russikon), Göldlin und Breny.

## Gebäude
Das Rathaus am Hauptplatz wurde erstmals im Jahr 1419 als „rat- oder richthus“ erwähnt, der grosse Ratssaal ist seit dem Jahr 1433 urkundlich belegt. Der Bau soll auf einen Wachturm der ältesten Stadtbefestigung zurückgehen, vermutlich auf die erste Hälfte des 13. Jahrhunderts. Das Gebäude in seiner heutigen Form wurde um 1470 erbaut und 1614/15 der Anbau in Form eines Turms ergänzt. Umbauten erfolgten 1866 und 1895. 1902 erfolgte die Aufstockung um ein Geschoss, das mit figürlichen und heraldischen Motiven unter dem Walmdach geschmückt ist. Neuerliche Umbauten führten 1946/47 und 1998/99 zum heutigen, eher schlichten Erscheinungsbild, indem die aufwändigen Dekorationen der Untergeschosse weitgehend entfernt wurden. Erhalten haben sich die südseitige Sonnenuhr und das Stadtwappen an der Ostseite. Zum Gebäude gehören die Rathauswirtschaft, der Ratssaal, das „Richterstübli“ und Teile des Stadtarchivs.
Das spätgotische Portal zum Ratssaal mit reichprofilierten, doppelseitigen Kielbogen wurde aus einem einzigen Eichenstamm angefertigt. Ein gusseiserner Renaissanceofen (Jahreszahl 1572) ist repräsentativstes Ausstattungsstück. Sehenswert sind die Täfer im Saal (1471), der Gold- und Silberschatz aus dem 16. und 17. Jahrhundert (Exponate im Stadtmuseum), der runde Ratstisch von Conrad Lütprand (1618), die Gemälde der Rapperswiler Künstler Felix Maria Diogg und Johann Michael Hunger sowie die wertvollen Bestände an Glasmalerei.

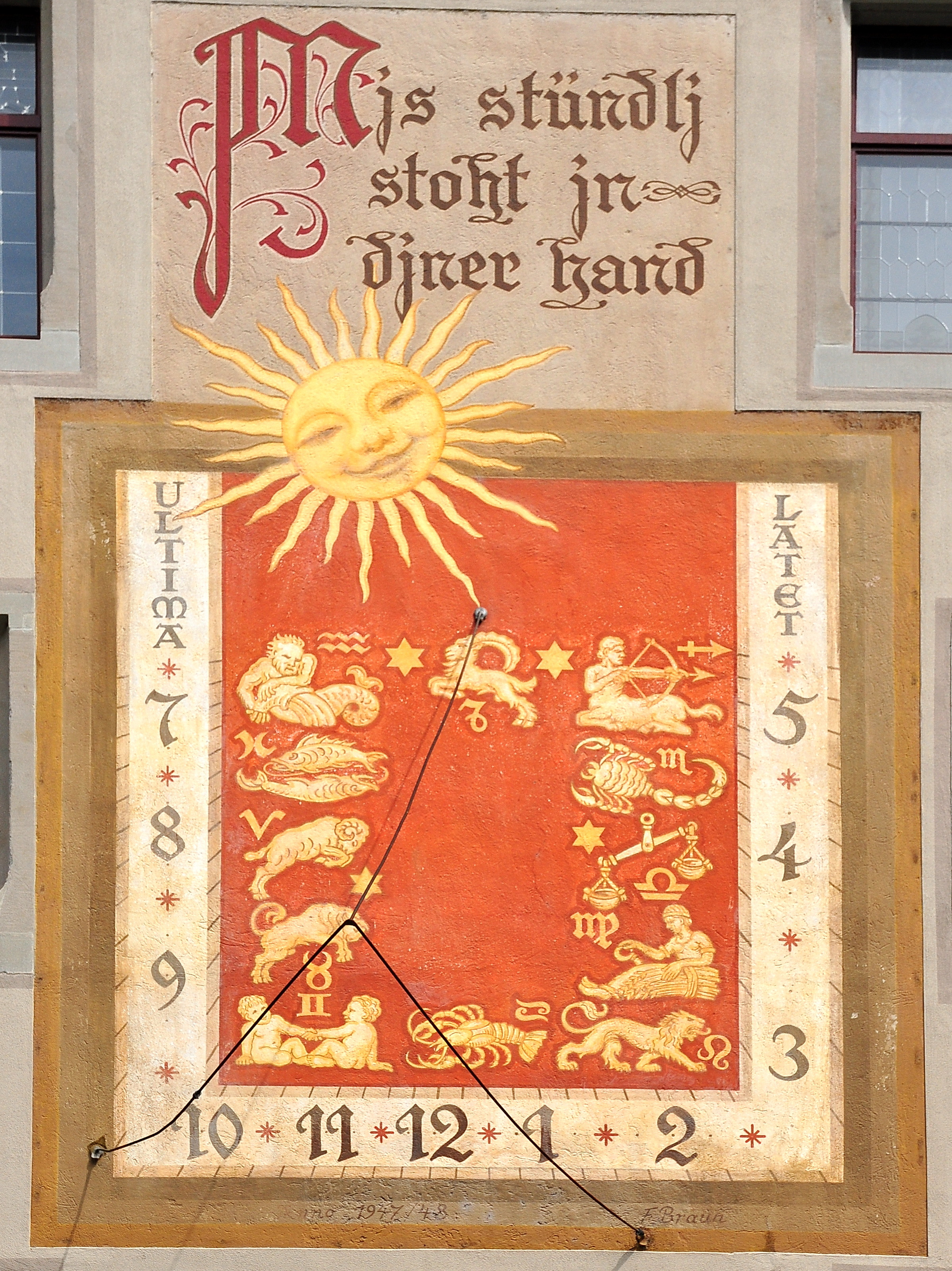
Detailansicht der Sonnenuhr
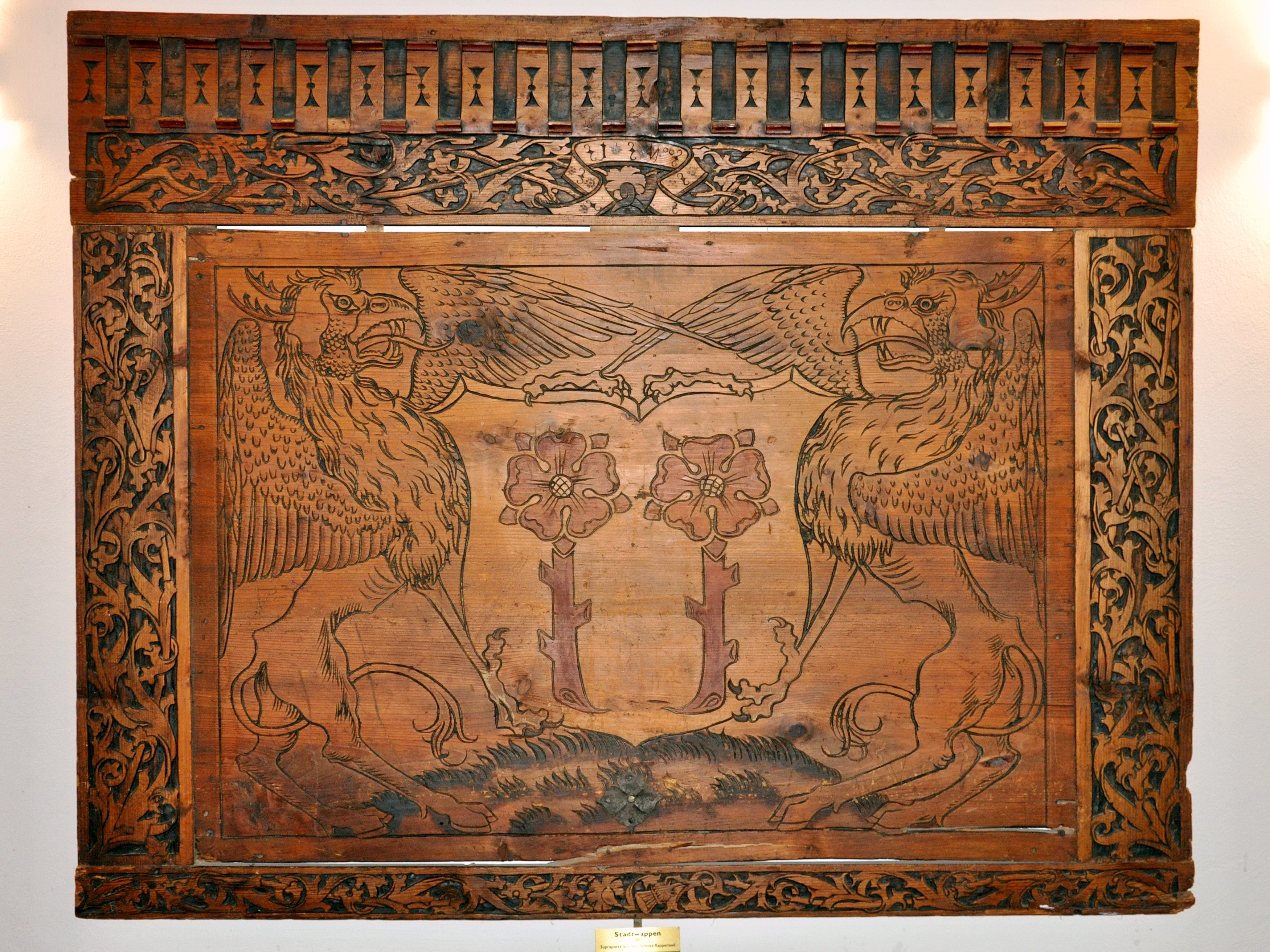
Supraporte in der Eingangshalle
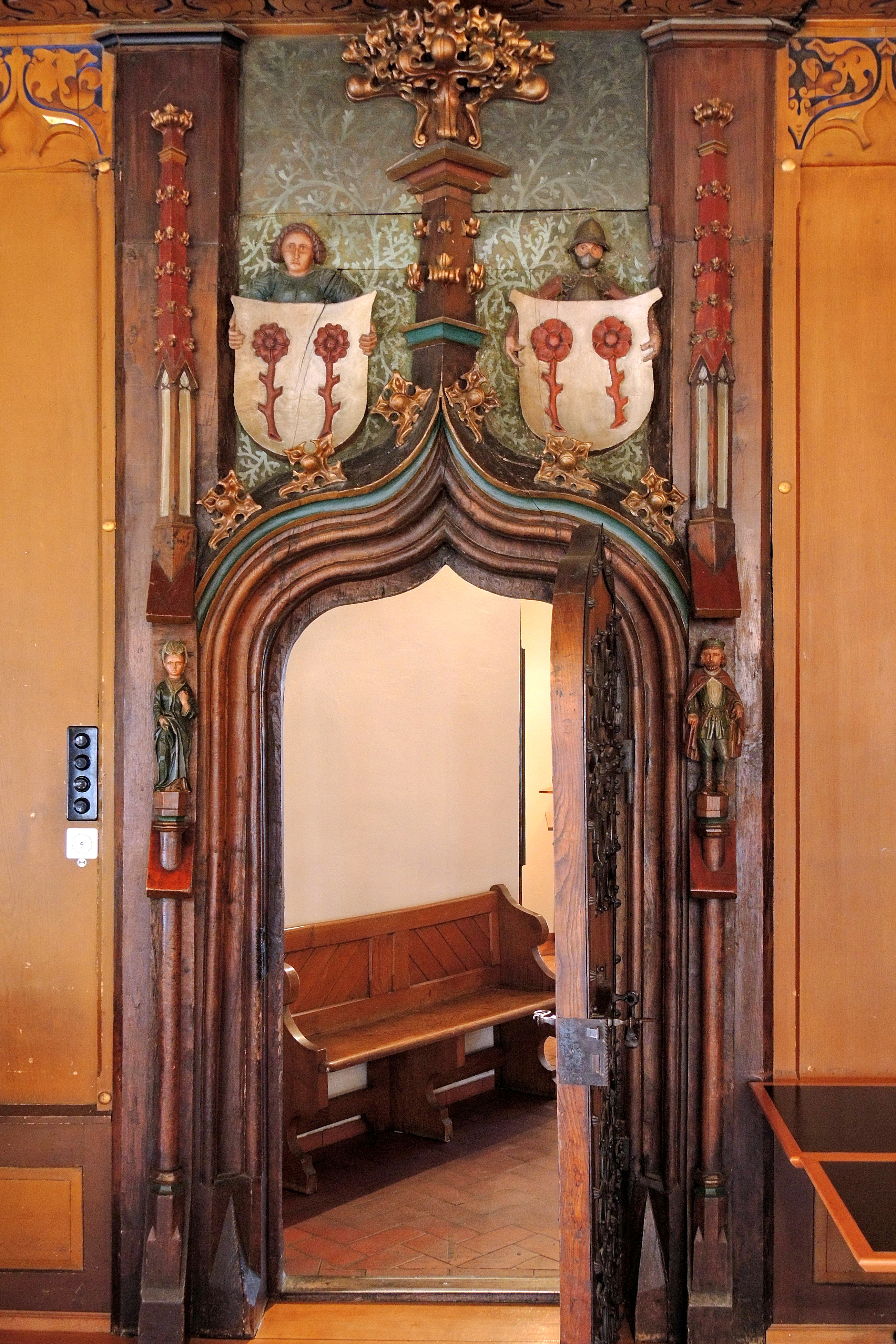
Portal zum Ratssaal
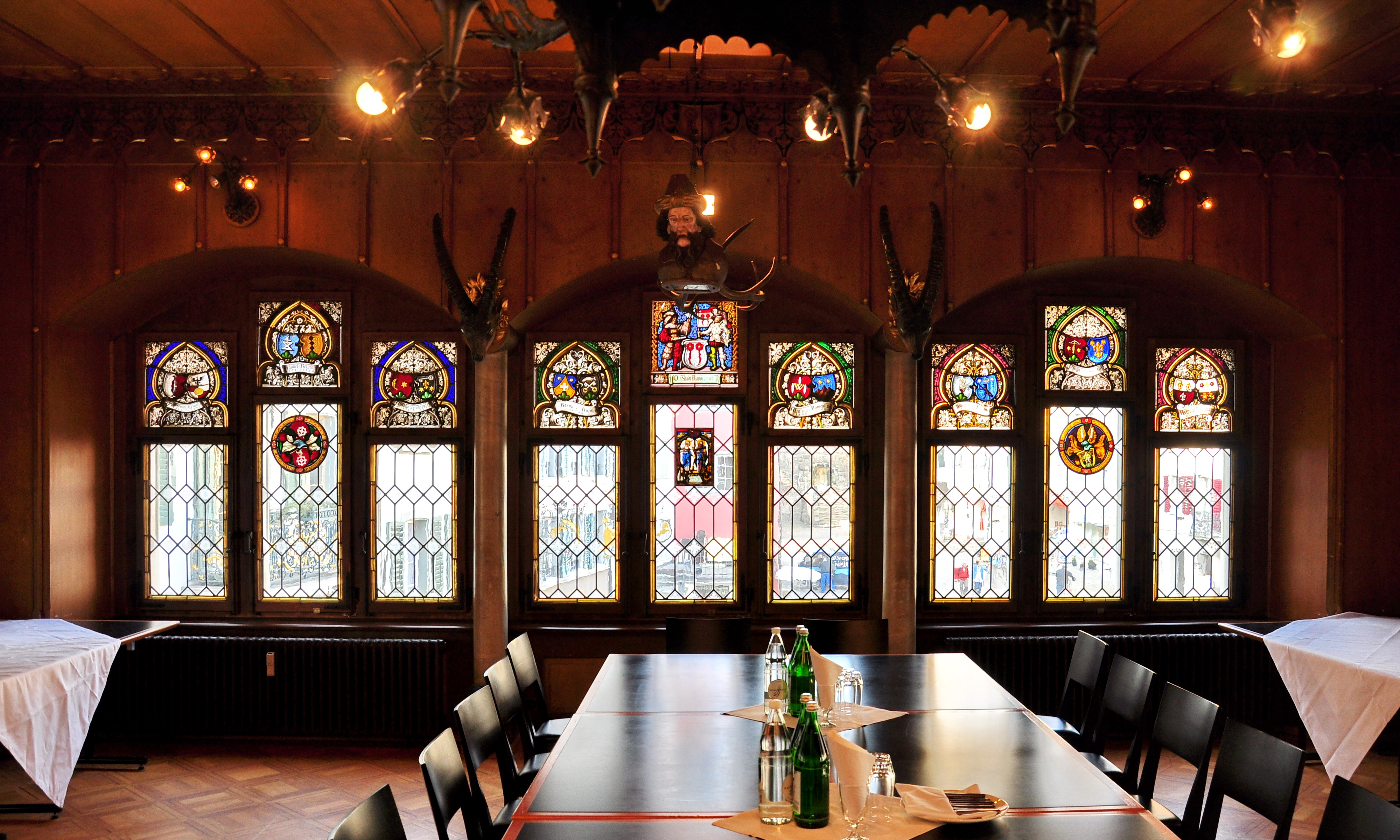
Ratssaal
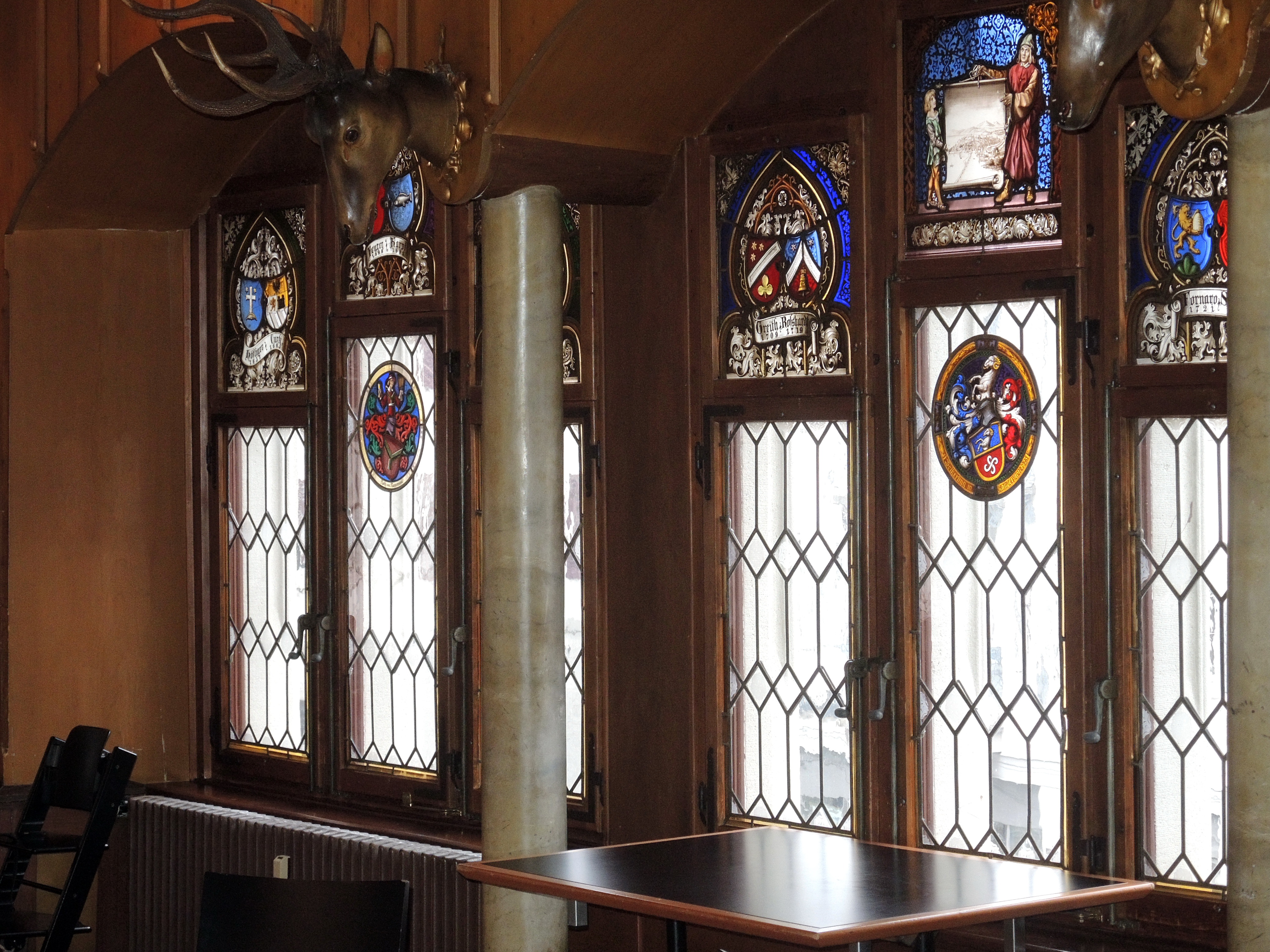
„Richterstübli“

Im Ratssaal tagt das Bezirksgericht See-Gaster, im „Richterstübli“, das auch bei Trauungen verwendet wird, hält der Ortsverwaltungsrat (Genossengemeinde) seine Sitzungen ab. Im Gebäude ist das gleichnamige Restaurant und im zweiten Obergeschoss die Kanzlei und das Stadtarchiv untergebracht. Das Gebäude ist Eigentum der Ortsgemeinde Rapperswil-Jona.

## Geschichte

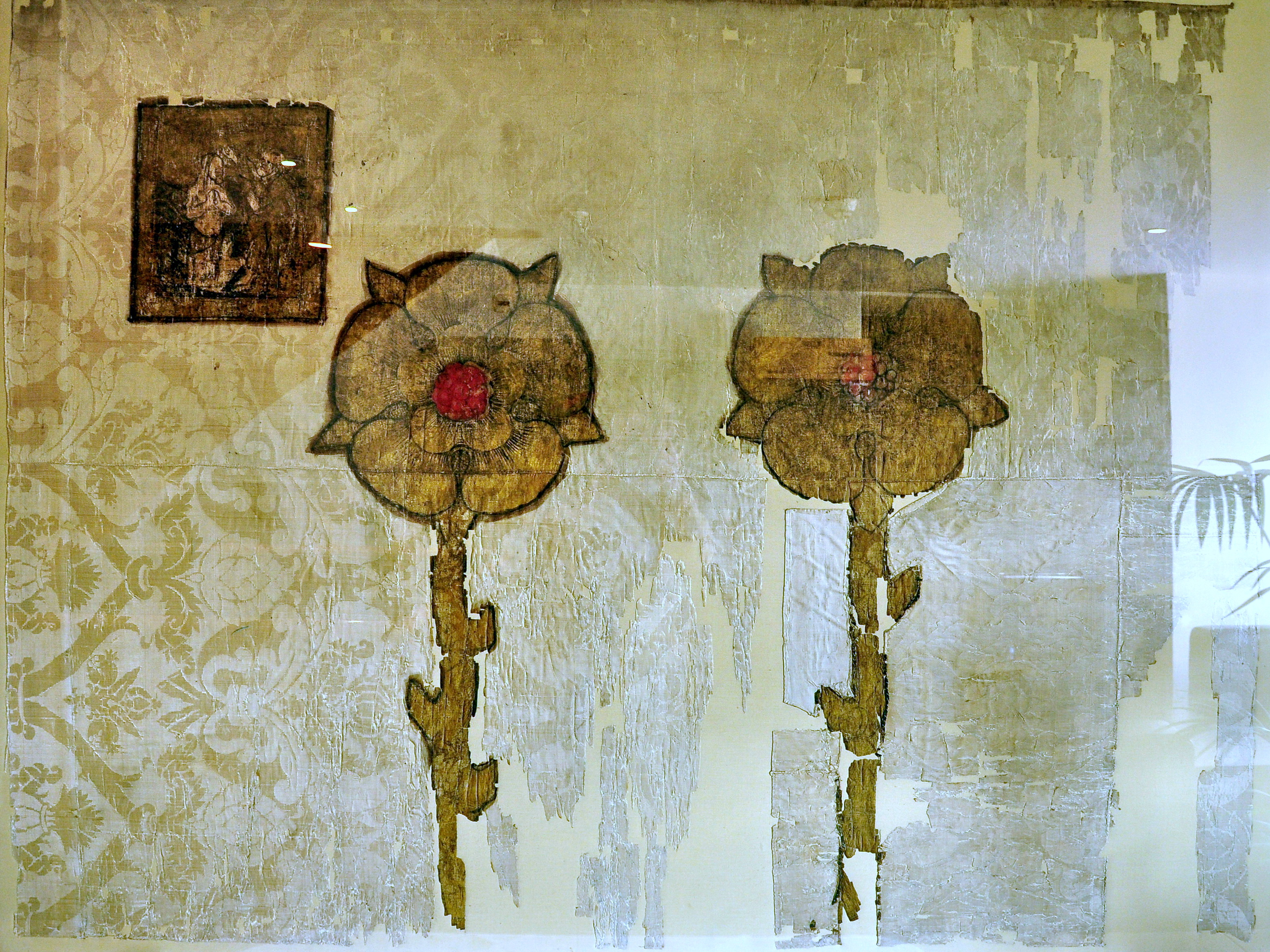
„Juliusbanner“ von 1512 im ersten Obergeschoss des Rathauses

Ein erster Rat und Schultheiss in der Stadt Rapperswil darf bereits für die Zeit nach der Stadtgründung vermutet werden. Zwischen 1267 und 1282 übernahmen Bürger, Kleriker und Adlige anstelle der Rapperswiler Grafen repräsentative Aufgaben. 1277 ist das erste Siegel der Stadt Rapperswil nachgewiesen. Nach der Zerstörung von Rapperswil und dem durch Herzog Rudolf IV von Habsburg eingeleiteten Wiederaufbau erhielt Rapperswil im Jahr 1358 das Recht der Aufnahme von Bürgern, 1360 das Zollrecht für die Seebrücke, und König Wenzel verbriefte im Jahr 1379 die Befreiung von fremden Gerichten. 1406 wird Hermann Gessler als Burgvogt und Schultheiss erwähnt. Als Folge der Schlacht am Stoss, in der zahlreiche Rapperswiler Bürger auf Seiten Habsburg-Österreichs ihr Leben liessen, erhielt Rapperswil im Jahr 1406 das Recht, den Schultheissen frei zu wählen und Gerichtsbussen zum baulichen Unterhalt der Stadt zu verwenden.
Am 24. Juni 1512 wurde das päpstliche „Juliusbanner“ mit goldenen Rosen von Kardinal Schiner verliehen, als Anerkennung für die Solddienste von Rapperswiler Reisläufern für Papst Julius II. im sogenannten „Grossen Pavierfeldzug“. Aufgestachelt durch die Stadtzürcher Getreidesperre und Prädikantenpolitik stürmten Anhänger der Reformationswirren im Juli 1531 das Rathaus, vertrieben den Rat, wählten gar den Zürcher Stapfer zum Schultheissen und setzten einen reformierten Pfarrer ein. Mit dem Zweiten Kappeler Landfrieden kehrte Rapperswil zum römisch-katholischen Glauben zurück, und die zum reformierten Glauben Konvertierten verliessen das Städtchen. Die vier Schirmorte liessen den Besitz der Umstürzler konfiszieren, verboten weitere Versammlungen und bestraften die Führer der reformierten Partei mit Pranger, Zungenschlitzen und Exekutionen. Rapperswil wurde nun durch eine Innerschweizer Besatzung überwacht und verlor im Gnadenbrief von 1532 einige seiner alten Rechte.

## Juliusbanner
Eidgenössische Soldkrieger des Papstes Julius II. hatten im sogenannten „Grossen Pavier-Feldzug“ während der Italienische Kriege im Jahr 1512 einen schnellen Sieg über die in der Lombardei eingebrochenen Franzosen errungen. Die mitbeteiligte Mannschaft aus Rapperswil erhielt laut Urkunde vom 24. Juni 1512 von Kardinal Schiner ein Banner mit „verbessertem“ Stadtwappen: Goldene statt rote Rosenbutzen und im Eckquartier Darstellung der Taufe Christi durch Johannes, mit Bezug auf das Johannes-Patrozinium der Pfarrkirche Rapperswil. Der stark geschädigte, 1895 erstmals restaurierte Seidendamast mit den Massen 116 × 122 cm wurde 1993 auftrags der Ortsgemeinde Rapperswil-Jona neu montiert und konserviert.

## Brauchtum

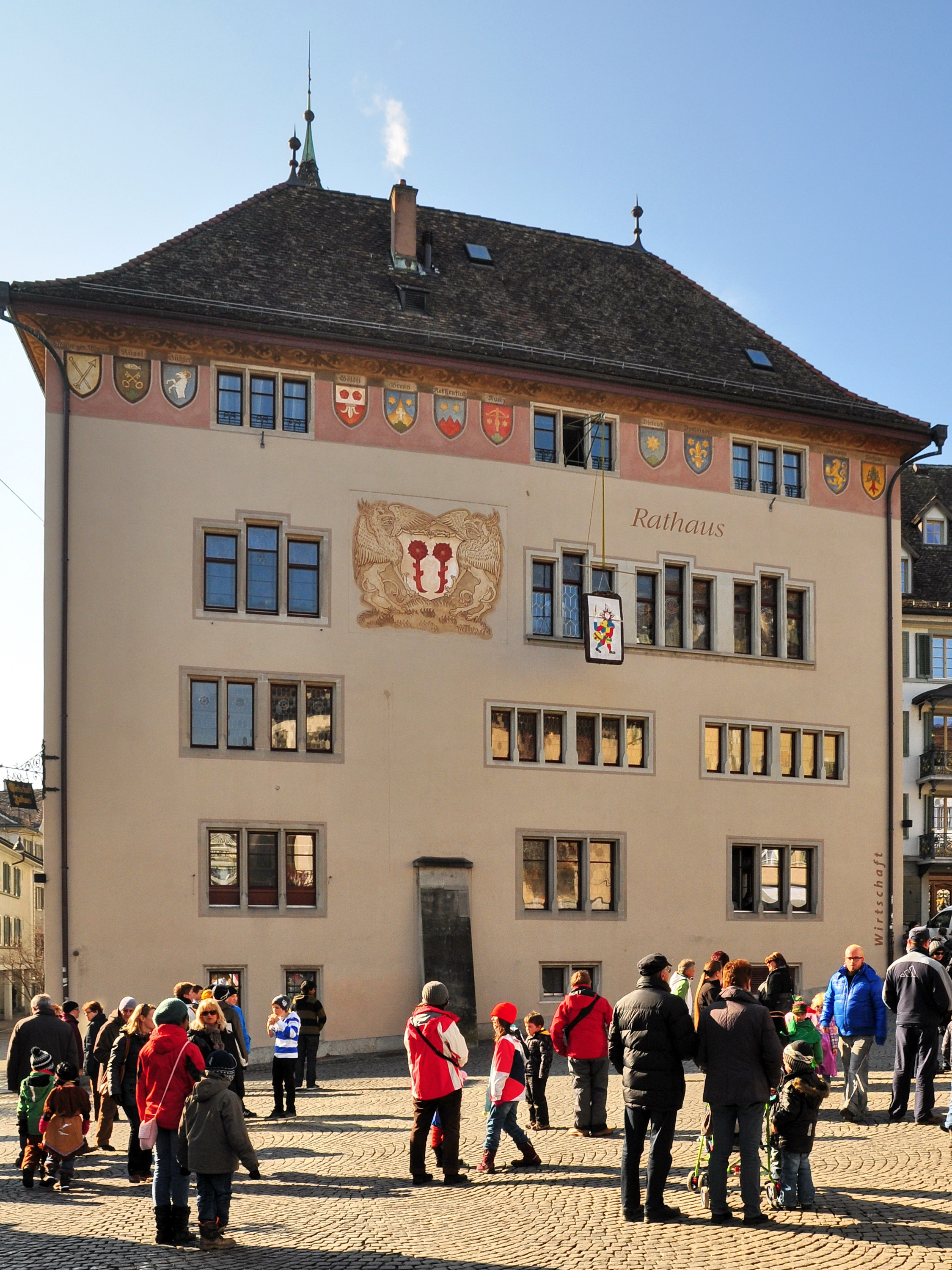
Ansicht von Osten, mit Teilen der Wappenfolge

Das auch heute noch praktizierte Eis-zwei-Geissebei am Fasnachtsdienstag soll auf die Belagerung und Brandschatzung von Rapperswil am 24. Februar 1350 durch Zürcher Truppen zurückgehen. Damals hätten mitleidige Stadtbewohner den hungrigen Kindern Nahrungsmittel aus den Fenstern ihrer Häuser gereicht, woran der heutige Brauch erinnert.